# Бок де Корвер
Йоганнес Маріус де Корвер (нід. Johannes Marius de Korver), відоміший під коротким ім'ям Бок де Корвер (нар. 27 січня 1883, Роттердам — пом. 22 жовтня 1957, Роттердам) — нідерландський футболіст, який грав на позиції півзахисника. Відомий за виступами в клубі «Спарта», а також у складі збірної Нідерландів, у складі якої став дворазовим бронзовим призером Олімпійських ігор. П'ятиразовий чемпіон Нідерландів.

## Біографія
Бок де Корвер народився в Роттердамі. Усю свою кар'єру футболіста він провів у місцевому клубі «Спарта», в якому грав з 1902 до 1923 року, та зіграв у складі команди 363 матчі. У складі «Спарти» 5 разів ставав чемпіоном Нідерландів.
З 1905 до 1913 року Бок де Корвер грав у складі збірної Нідерландів. У складі збірної двічі брав участь у футбольному турнірі Олімпіади. У 1908 році у складі збірної де Корвер став бронзовим призером літніх Олімпійських ігор 1908 року у Лондоні, а в 1912 році вдруге став бронзовим призером Олімпіади на літніх Олімпійських іграх 1912 року в Стокгольмі, причому в 1912 році він був капітаном нідерландської збірної. Загалом у складі збірної де Корвер зіграв 31 матч, у якому відзначився 2 забитими м'ячами.
Помер Бок де Корвер у 1957 році в Роттердамі.

## Титули і досягнення
- Бронзовий призер Олімпійських ігор (2):

1908, 1912
- Чемпіон Нідерландів (5):

«Спарта»: 1908—1909, 1910—1911, 1911—1912, 1912—1913, 1914—1915

## Статистика

### Статистика виступів за збірну
| Дата       | Місто      | Господарі        | Результат | Гості            | Турнір                 | Голи | Примітки                 |
| ---------- | ---------- | ---------------- | --------- | ---------------- | ---------------------- | ---- | ------------------------ |
| 30-4-1905  | Антверпен  | Бельгія          | 1 – 4     | Нідерланди       | товариський матч       | -    |                          |
| 14-5-1905  | Роттердам  | Нідерланди       | 4 – 0     | Бельгія          | товариський матч       | 1    |                          |
| 29-4-1906  | Антверпен  | Бельгія          | 5 – 0     | Нідерланди       | товариський матч       | -    |                          |
| 13-5-1906  | Роттердам  | Нідерланди       | 2 – 3     | Бельгія          | товариський матч       | -    |                          |
| 21-12-1907 | Дарлінгтон | Англія           | 12 – 2    | Нідерланди       | товариський матч       | -    | Аматорська збірна Англії |
| 29-3-1908  | Антверпен  | Бельгія          | 1 – 4     | Нідерланди       | товариський матч       | 1    |                          |
| 26-4-1908  | Роттердам  | Нідерланди       | 3 – 1     | Бельгія          | товариський матч       | -    |                          |
| 10-5-1908  | Роттердам  | Нідерланди       | 4 – 1     | Франція          | товариський матч       | -    |                          |
| 22-10-1908 | Лондон     | Велика Британія  | 4 – 0     | Нідерланди       | ОІ 1908 - 1/2 фіналу   | -    |                          |
| 23-10-1908 | Лондон     | Нідерланди       | 2 – 0     | Швеція           | ОІ 1908 - За 3 місце   | -    |                          |
| 25-10-1908 | Гаага      | Нідерланди       | 5 – 3     | Швеція           | товариський матч       | -    |                          |
| 21-3-1909  | Антверпен  | Бельгія          | 1 – 4     | Нідерланди       | товариський матч       | -    |                          |
| 25-4-1909  | Роттердам  | Нідерланди       | 4 – 1     | Бельгія          | товариський матч       | -    |                          |
| 11-12-1909 | Лондон     | Англія           | 9 – 1     | Нідерланди       | товариський матч       | -    | Аматорська збірна Англії |
| 13-3-1910  | Антверпен  | Бельгія          | 3 – 2     | Нідерланди       | товариський матч       | -    |                          |
| 10-4-1910  | Гарлем     | Нідерланди       | 7 – 0     | Бельгія          | товариський матч       | -    |                          |
| 24-4-1910  | Арнем      | Нідерланди       | 4 – 2     | Німецька імперія | товариський матч       | -    |                          |
| 16-10-1910 | Клеве      | Німецька імперія | 1 – 2     | Нідерланди       | товариський матч       | -    |                          |
| 19-3-1911  | Антверпен  | Бельгія          | 1 – 5     | Нідерланди       | товариський матч       | -    |                          |
| 2-4-1911   | Дордрехт   | Нідерланди       | 3 – 1     | Бельгія          | товариський матч       | -    |                          |
| 17-4-1911  | Амстердам  | Нідерланди       | 0 – 1     | Англія           | товариський матч       | -    | Аматорська збірна Англії |
| 10-3-1912  | Антверпен  | Бельгія          | 1 – 2     | Нідерланди       | товариський матч       | -    |                          |
| 16-3-1912  | Галл       | Англія           | 4 – 0     | Нідерланди       | товариський матч       | -    | Аматорська збірна Англії |
| 24-3-1912  | Зволле     | Нідерланди       | 5 – 5     | Німецька імперія | товариський матч       | -    |                          |
| 28-4-1912  | Дордрехт   | Нідерланди       | 4 – 3     | Бельгія          | товариський матч       | -    |                          |
| 29-6-1912  | Стокгольм  | Швеція           | 3 – 4     | Нідерланди       | ОІ 1912 - Перший раунд | -    |                          |
| 17-11-1912 | Лейпциг    | Німецька імперія | 2 – 3     | Нідерланди       | товариський матч       | -    |                          |
| 9-3-1913   | Антверпен  | Бельгія          | 3 – 3     | Нідерланди       | товариський матч       | -    |                          |
| 24-3-1913  | Гаага      | Нідерланди       | 2 – 1     | Англія           | товариський матч       | -    | Аматорська збірна Англії |
| 20-4-1913  | Зволле     | Нідерланди       | 2 – 4     | Бельгія          | товариський матч       | -    |                          |
| 15-11-1913 | Галл       | Англія           | 2 – 1     | Нідерланди       | товариський матч       | -    | Аматорська збірна Англії |
| Усього     |            | Матчів           | 31        |                  | Голів                  | 1    |                          |